# Chris O'Malley
Chris O'Malley este un om politic irlandez, membru al Parlamentului European în perioada 1984-1989 din partea Irlandei.